# Luis López Guerra
Luis López Guerra (León, 15 november 1947) is een Spaans jurist en rechter.

## Carrière
Luis López Guerra verkreeg in 1975 zijn Master of Laws aan de Complutense Universiteit van Madrid (UCM). Nadien werkte hij onder meer als assistent-professor constitutionele wetgeving aan de UCM (1975-1978), professor constitutionele wetgeving aan de Universiteit van Extremadura (1978-1995), vicepresident van de Algemene Raad van de Rechterlijke Macht (1996-2001) en staatssecretaris voor het Ministerie van Justitie van Spanje (2004-2007).
In 2007 werd hij door de regering van José Luis Rodríguez Zapatero voorgedragen als kandidaat die Javier Borrego moest vervangen aan het Europees Hof voor de Rechten van de Mens (EHRM). De Parlementaire Vergadering van de Raad van Europa koos hem vervolgens als nieuwe rechter ter vertegenwoordiging van Spanje. Sinds 1 februari 2008 is hij daarom werkzaam als rechter voor het EHRM. Zijn mandaat als rechter verliep echter op 31 januari 2017, maar door binnenlandse onenigheid over het aanstellen van een nieuwe rechter blijft hij zijn werkzaamheden (voorlopig) nog vervullen.